# 亞瑟·萊恩橋
亞瑟·萊恩橋（英語：Arthur Laing Bridge）是加拿大卑詩省大溫哥華地區內一條跨越菲沙河北支流的懸臂橋，南端在列治文市海島駁上固蘭特·麥干納基大道並通往溫哥華國際機場，北端則在溫哥華市馬寶區駁上西南海旁大道並通往固蘭湖街。大橋由溫哥華國際機場管理局維護，來回方向共有4條行車線，全長1676米。
大橋於2006年的平均工作日汽車流量為84,796架次，而溫哥華國際機場管理局則估計過橋交通中約三分之二的車輛並非來往機場。為了確保亞瑟·萊恩橋到2027年仍有足夠承載量供來往機場的交通行駛，機管局在其長遠規劃大綱中列出數項建議，當中包括對使用亞瑟·萊恩橋來往機場以外地區的車輛收取過橋費，或者將亞瑟·萊恩橋改為南行交通專用並將北行交通分流至渥街橋。機管局在大綱中並未就亞瑟·萊恩橋的具體未來發展定下結論，但部分建議則招來數名列治文市議員的非議。

## 歷史
亞瑟·萊恩橋的走線與其前身馬寶橋（Marpole Bridge）相若。第一代馬寶橋於1889年開通，1901年拆卸，同年由第二代馬寶橋取代。第二代馬寶橋為一座開啟橋，其開啟次數頻密導致交通經常擠塞，而隨著上游的渥街橋於1957年開通，第二代馬寶橋亦於同年拆卸。然而，渥街橋的交通流量漸趨繁忙，當局亦因此計劃在前馬寶橋所在興建另一座新橋。大橋在溫哥華端的落腳點跟隨哈德遜街的走線，因此在規劃階段稱為哈德遜街橋（Hudson Street Bridge）。項目於1970年招標，當時預料於1971年動工並於1973年完工。當時大橋本身工程預算耗資約1060萬加元，連同兩端連接道路工程和購地開支則達2100萬元。
1974年，時任加拿大總理宣佈大橋以1904年生於海島東北端伊本區（Eburne）的亞瑟·萊恩命名；亞瑟·萊恩曾先後出任多項公職，包括加拿大國會下議院和上議院議員。大橋於1975年8月27日通車，正式開幕儀式則於1976年5月15日舉行，但亞瑟·萊恩則於1975年2月13日去世而無法赴會。

## 外部連結
- 维基共享资源上的相關多媒體資源：亞瑟·萊恩橋